# Dictyochrysa peterseni
Dictyochrysa peterseni är en insektsart som beskrevs av Douglas E. Kimmins 1952. Dictyochrysa peterseni ingår i släktet Dictyochrysa och familjen guldögonsländor. Inga underarter finns listade i Catalogue of Life.